# Dicranolasmatidae
Dicranolasmatidae – rodzina pajęczaków z rzędu kosarzy i podrzędu Dyspnoi zawierająca około 20 opisanych gatunków należących do jednego rodzaju: Dicranolasma.

## Budowa ciała
Kosarze te osiągają do 6,4 mm długości ciała, którego większość pokryta jest grudkami gleby. U form dorosłych w przedniej części ciała znajduje się głowopodobny kapturek, na środku którego zlokalizowane są oczy. Pod kapturkiem ukryte są szczękoczułki i nogogłaszczki długości mniej więcej połowy ciała. Osobniki niedojrzałe znacznie różnią się od form dorosłych. Niedojrzała forma D. opilionide opisana była nawet jako osobny rodzaj Amopaum. Kapturek rozwija się stopniowo i u form niedojrzałych nie przykrywa w całości nogogłaszczków.

## Występowanie
Występują głównie w rejonie śródziemnomorskim, sięgając na północy do południowych Alp, a na wschodzie po Kaukaz i Irak.

## Pokrewieństwo
Rodzina blisko spokrewniona z Nemastomatidae i Trogulidae. Rodzaj Dicranolasma jest prawdopodobnie siostrzany dla rodzaju Trogulus.

## Nazwa
Nazwa rodzajowa Dicranolasma pochodzi z greki i oznacza dosłownie „dwugłowy talerz”. Nawiązuje ona do kształtu kapturka.

## Systematyka
Rodzina liczy około 20 gatunków należących do jednego rodzaju, z czego w Europie wykazano 13 (oznaczone pogrubieniem):
Rodzaj: Dicranolasma
- Dicranolasma apuanum Marcellino, 1970
- Dicranolasma cretaeum Gruber, 1998
- Dicranolasma cristatum Thorell, 1876
- Dicranolasma diomedeum Kulczynski, 1907
- Dicranolasma giljarovi Silhavý, 1966
- Dicranolasma hirtum Loman, 1894
- Dicranolasma hoberlandti Silhavý, 1956
- Dicranolasma kurdistanum Staręga, 1970
- Dicranolasma mlandeni I. M. Karaman, 1990
- Dicranolasma napoli Goodnight & Goodnight, 1944
- Dicranolasma opilionoides (L. Koch, 1867)
- Dicranolasma pauper Dahl, 1903
- Dicranolasma ponticum Gruber, 1998
- Dicranolasma ressli Gruber, 1998
- Dicranolasma scabrum (Herbst, 1799)
- Dicranolasma soerenseni Thorell, 1876
- Dicranolasma thracium Staręga, 1976
- Dicranolasma verhoeffi Dahl, 1903